# Michel Pollentier
Michel Pollentier est un ancien coureur cycliste sur route belge, né le 13 février 1951 à Dixmude, surnommé Cuisses de mouche. C'est le premier maillot jaune à être pris en flagrant délit de fraude, sur le Tour de France 1978. Vainqueur à l'Alpe d'Huez à l'issue de la 16e étape du Tour de France 1978 et sur le point d'enfiler ce maillot jaune, il est alors disqualifié quand la poire d'« urine propre » qu'il cache sous son aisselle lors du contrôle antidopage est découverte. Il devient ensuite directeur sportif de l'équipe EFC-Etixx.

## Biographie
En 1972, il remporte le titre de champion de Belgique du contre-la-montre des clubs amateurs.
Professionnel de 1973 à 1984, il a remporté 89 courses. Il a été champion de Belgique sur route en 1977 et 1978.
Il remporte le Tour d'Italie 1977, le Critérium du Dauphiné libéré en 1978 et le Tour des Flandres en 1980.
Il a participé à huit Tours de France avec pour meilleurs classements deux septièmes places en 1974 et 1976. Il a remporté trois étapes, en 1974, 1975 et 1976.
Lors du Tour de France 1978, il s'empare du maillot jaune en gagnant la 16e étape à l'Alpe d'Huez. Il est cependant déclassé et exclu de la course pour fraude au contrôle antidopage. Lors de ce contrôle, il use d'une technique courante à l'époque, consistant à placer une poire remplie d'urine propre sous le bras et à en faire couler le contenu par un tube dans la manche du maillot, bouché au niveau du poignet. Le tuyau utilisé par Pollentier est cependant obstrué. 
Renaldo Sacconi, l'inspecteur médical consciencieux effectuant le contrôle antidopage, se place devant lui et lui demande de se dévêtir pour se rafraîchir en pleine canicule. Pollentier refuse, suscitant ainsi la suspicion du médecin. Le soigneur Willy Voet, rapportant des propos du directeur sportif de Pollentier Alfred De Bruyne, affirme que l'appareil de Pollentier a été saboté. Outre l'exclusion du Tour de France, il écope d'une suspension de deux mois. Pollentier fait alors ce commentaire : « Ma carrière de coureur cycliste n'est certainement pas plus entachée d'infractions contre le règlement antidopage que la plupart de celles de mes compatriotes belges ou étrangers. »
Le routier belge, au petit gabarit d'un mètre 67 et de 63 kilos, arrête finalement la compétition à l'âge de 33 ans.

## Palmarès

### Palmarès amateur
- 1971
  - Gand-Staden
  - 2e du championnat de Belgique du contre-la-montre par équipes
  - 3e du Tour de RDA
  - 3e du Circuit des régions flamandes
- 1972
  -  Champion de Belgique du contre-la-montre par équipes (avec Daniel Moenaert, Freddy Maertens et Rino Vandromme)
  - Spermalie-Slijpe
  - Roulers-Yores
  - 2e du Circuit du Westhoek
- 1973
  - 2e du Tour du Loir-et-Cher

### Palmarès professionnel
| - 1973 - 3e du Tour de Romandie - 3e du Grand Prix Mendrisio - 9e de Paris-Tours - 1974 - Prologue du Tour de Luxembourg (contre-la-montre par équipes) - 21eb étape du Tour de France (contre-la-montre) - Flèche de Leeuw - 2e du Stadsprijs Geraardsbergen - 7e du Tour de France - 1975 - 1rea étape du Tour de Belgique (avec Freddy Maertens) - 6e étape du Critérium du Dauphiné libéré - 13e étape du Tour de France - Course de côte Monte-Generaso - 2e de la Flèche brabançonne - 2e du Tour de Belgique - 2e du Trophée Baracchi (avec Freddy Maertens) - 3e du Circuit des genêts verts - 1976 - Tour de Belgique : - Classement général - 3e étape - 2e, 4ea et 9eb (contre-la-montre) étapes du Tour de Suisse - 16e étape du Tour de France - Stadsprijs Geraardsbergen - Escalade de Montjuïc : - Classement général - Contre-la-montre - Trophée Baracchi (avec Freddy Maertens) - 2e du Tour du Condroz - 2e du Tour de Suisse - 7e du Tour de France - 1977 - Champion de Belgique sur route - 1rea étape de la Semaine catalane (contre-la-montre par équipes) - 4e étape du Tour d'Espagne (contre-la-montre) - Tour d'Italie : - Classement général - 21e étape (contre-la-montre) - Tour de Suisse : - Classement général - Prologue, 3ea, 3eb (contre-la-montre) et 9eb (contre-la-montre) étapes - 2e du Grand Prix du canton d'Argovie - 3e de la Semaine catalane - 6e du Tour d'Espagne - 7e du Tour des Flandres - 8e de Liège-Bastogne-Liège - 10e du Super Prestige Pernod | - 1978 - Champion de Belgique sur route - Tour de Majorque : - Classement général - 1rea et 2ea (contre-la-montre) étapes - 1re étape du Circuit franco-belge (contre-la-montre) - Critérium du Dauphiné libéré : - Classement général - 5e et 7eb (contre-la-montre) étapes - 4eb et 9eb étapes du Tour de Suisse (contre-la-montre) - Escalade de Montjuïc : - Classement général - Contre-la-montre et course en ligne - 2e du Tour des Flandres - 3e du Circuit franco-belge - 5e de la Flèche wallonne - 8e du Tour de Suisse - 8e du Super Prestige Pernod - 10e du Tour de Lombardie - 1979 - Circuit du Tournaisis - Circuit des genêts verts - 3e du Grand Prix E3 - 3e du Tour d'Espagne - 7e de Liège-Bastogne-Liège - 1980 - Flèche brabançonne - Tour des Flandres - 2e du Samyn - 8e de Tirreno-Adriatico - 1981 - 3e de Stal-Koersel - 1982 - Omloop van de Westkust - 2e du Tour d'Espagne - 4e du Tour des Flandres - 6e du championnat du monde sur route - 1983 - 3e des Trois Jours de La Panne - 7e du Tour des Flandres - 7e de la Flèche wallonne - 1984 - 6e étape du Tour d'Espagne |  |

### Résultats sur les grands tours

#### Tour de France
8 participations
- 1973 : 34e
- 1974 : 7e, vainqueur de la 21eb étape (contre-la-montre)
- 1975 : 23e, vainqueur de la 13e étape
- 1976 : 7e, vainqueur de la 16e étape
- 1978 : disqualifié (16e étape)
- 1979 : non-partant (18e étape)
- 1980 : non-partant (15e étape)
- 1981 : abandon (2e étape)

#### Tour d'Italie
1 participation
- 1977 :  Vainqueur du classement général, vainqueur de la 21e étape (contre-la-montre),  maillot rose pendant 6 jours

#### Tour d'Espagne
5 participations
- 1977 : 6e, vainqueur de la 4e étape (contre-la-montre)
- 1979 : 3e
- 1980 : 26e
- 1982 : 2e
- 1984 : 13e, vainqueur de la 6e étape

## Distinctions
- Mendrisio d'or en 1977
- Sportif belge de l'année en 1977